# Asielaanvraag in België
Als asielaanvraag in België wordt aangemerkt het verzoek dat een asielzoeker indient bij de Belgische autoriteiten om een verblijfsvergunning te krijgen omdat hij in eigen land vervolging vreest en meent te voldoen aan de daarvoor geldende criteria op grond van het Verdrag betreffende de status van vluchtelingen.  
Ook België heeft het vluchtelingenverdrag en de overeenkomst van Dublin onderschreven. De asielprocedure is er geregeld in de Vreemdelingenwet van 15 december 1980, voluit de Wet betreffende de toegang tot het grondgebied, het verblijf, de vestiging en de verwijdering van vreemdelingen.
Personen die in België politiek asiel aanvragen worden eerst gehoord door de Dienst Vreemdelingenzaken (DVZ), een dienst van de FOD Binnenlandse Zaken. Die registreert de aanvraag en gaat na of België bevoegd is. Indien België bevoegd is wordt de aanvraag doorgestuurd naar het Commissariaat-generaal voor de Vluchtelingen en de Staatlozen. Sinds de hervorming van de procedure op 1 juni 2007 doet de Dienst Vreemdelingenzaken geen uitspraak meer over de ontvankelijkheid van de aanvraag.
Het Commissariaat-generaal voor de Vluchtelingen en de Staatlozen zal de asielaanvraag beoordelen. Verklaart deze instantie de aanvraag gegrond, dan bekomt de aanvrager het statuut van erkend politiek vluchteling. Een negatieve beslissing kan in beroep aangevochten worden bij de Raad voor Vreemdelingenbetwistingen (de vroegere Vaste Beroepscommissie voor Vluchtelingen). Een negatieve beslissing van de Raad voor Vreemdelingenbetwistingen kan nog aangevochten worden bij de Raad van State.
Onder meer door het bestaan van de vele beroepsmogelijkheden - die meestal ook uitgeput worden - kan het lang (tot meerdere jaren) duren vooraleer er een "definitieve" beslissing is. In 2007 werd een hervorming doorgevoerd die er voor zou moeten zorgen dat de procedure sneller en performanter wordt.
De meeste aanvragers zijn minvermogend en kunnen meestal niet zelf in hun levensonderhoud voorzien. Ze hebben gedurende heel de procedure recht op "materiële hulp", dat wil zeggen voedsel en onderdak. Deze neemt meestal de vorm aan van opvang in een opvangcentrum beheerd door of voor rekening van de Federale Overheid.
Een erkend politiek vluchteling ten slotte kan aanspraak maken op het leefloon. Deze minimumuitkering wordt uitgekeerd door het OCMW.

## Cijfers
Het Commissariaat-generaal voor de Vluchtelingen publiceert maandelijks een tabel met het aantal personen dat een eindbeslissing ontving tot erkenning van de vluchtelingenstatus of de subsidiaire beschermingsstatus. Doorgaans verkrijgt ongeveer de helft van het totaal aantal aanvragen een status.
| Jaartal | Aantal aanvragen |
| ------- | ---------------- |
| 2020    | 16910            |
| 2021    | 25971            |
| 2022    | 36871            |
| 2023    | 35507            |